# Брёрс, Мортен
Мортен Брёрс (норв. Morten Brørs; род. 28 июля 1973, Бейтстад, Нур-Трёнделаг) — норвежский лыжник, победитель Кубка мира сезона 1999/00 в зачёте спринтерских гонок.
В Кубке мира Брёрс дебютировал в 1997 году, в декабре 1999 года одержал первую победу на этапе Кубка мира. Всего имеет на своём счету 2 победы на этапах Кубка мира, обе в личном спринте. Лучшим достижением Брёрса в общем итоговом зачёте Кубка мира является 11-е место в сезоне 1999/00, в том же сезоне он стал первым в зачёте спринтерского Кубка мира.
На чемпионатах мира и Олимпийских играх Брёрс не выступал.
Выступает на лыжах производства фирмы Fischer